# Robert Nelson Jacobs
Robert Nelson Jacobs, född 24 februari 1954 i Pennsylvania, är en amerikansk manusförfattare. År 2001 blev han nominerad till en Oscar för bästa manus efter förlaga, för sin insats i Lasse Hallströms regisserade långfilm Chocolat (2000). Han har också skrivit manus till ytterligare sex långfilmer, vilket är Out to Sea (1997), Dinosaurier (2000), Sjöfartsnytt (2001), Bortspolad (ytterligare författare, 2006), Vattenhästen (2007) och Extraordinary Measures (2010).

## Filmografi
| År   | Film                   | Kredit                                           | Noter                                             |
| ---- | ---------------------- | ------------------------------------------------ | ------------------------------------------------- |
| 1997 | Out to Sea             | Manusförfattare, låtskrivare: "You're Our Guest" |                                                   |
| 2000 | Dinosaurier            | Manusförfattare                                  |                                                   |
| 2000 | Chocolat               | Manusförfattare                                  | Oscar/BAFTA-nominerad - Bästa manus efter förlaga |
| 2001 | Sjöfartsnytt           | Manusförfattare                                  | Nominerad till en USC Scripter Award (2001)       |
| 2006 | Bortspolad             | Ytterligare författare                           |                                                   |
| 2007 | Vattenhästen           | Manusförfattare                                  |                                                   |
| 2010 | Extraordinary Measures | Manusförfattare                                  |                                                   |